# 嘉兴市广播电视集团
嘉兴市广播电视集团，又称嘉興廣播電視總台，是中国浙江省嘉兴市的一家地级广播电视传媒集团，成立于2005年1月17日，由原嘉興人民廣播電台、嘉興電視台整合后成立、組建而來。集团領導和管理嘉興市廣電信息網絡有限公司、嘉興廣播電視報社以及14個嘉興市本級鎮（街道）廣播電視發射站。

## 历史

### 嘉兴人民广播电台
1950年下半年，嘉兴市建立广播收音站。1953年9月，嘉兴县有线广播站建立，地点设在城区南埝。1958年，嘉兴、嘉善两县合并，县广播站也同时合并，更名为“嘉兴人民广播站”。1984年3月，嘉兴人民广播电台在原嘉兴人民广播站的基础上正式建立，同年7月1日开播。
1992年10月，嘉兴电台开始筹办第二套节目，呼号为嘉兴经济广播电台，频率为调频92.2兆赫。1993年，原第一套综合节目改呼号为新闻综合台，同时开办第三套节目，呼号为城郊对农广播节目。1994年，台址迁至嘉兴市东升路5号新广播楼。

### 嘉兴电视台
嘉兴电视台的前身为嘉兴电视转播台，1984年7月1日嘉兴电视台成立，建台之初先后用12频道、24频道、39频道转播各类节目。
1994年4月，嘉兴有线电视台成立，由原嘉兴有线电视站改建而成，并于同年11月建立嘉兴有线广播电视台。1999年底，嘉兴电视台位于东升西路的新大楼启用。
2005年1月17日，嘉興人民廣播電台、嘉興電視台合并组建嘉興廣播电视总台。2018年10月9日，嘉兴广播电视总台旗下所有频道开始高清播出。

## 电视频道与节目
新闻综合频道
- 《嘉兴新闻》
- 《天天看嘉兴》
- 《小新说事》（嘉兴收视率第一的电视节目）
- 《阳光伙伴》
- 《第一楼市》

文化影视频道
- 《今朝多看点》

公共频道
- 《桑榆情》
- 《新闻一线》
- 《嘉有名医》
- 《中信财富》
- 《小马快跑》

## 广播频率
- 综合广播（AM1107 FM104.1）
- 交通经济广播（AM657 FM92.2）
- 对农广播（FM88.2）[3]